# Verdun pri Uršnih selih
Verdun pri Uršnih selih is een plaats in Slovenië en maakt deel uit van de gemeente Dolenjske Toplice in de NUTS-3-regio Jugovzhodna Slovenija. De plaats telde 66 inwoners op 1 januari 2020.